# Elrosa
Elrosa är en ort i Stearns County i Minnesota. Vid 2010 års folkräkning hade Elrosa 211 invånare.